# Paulet I

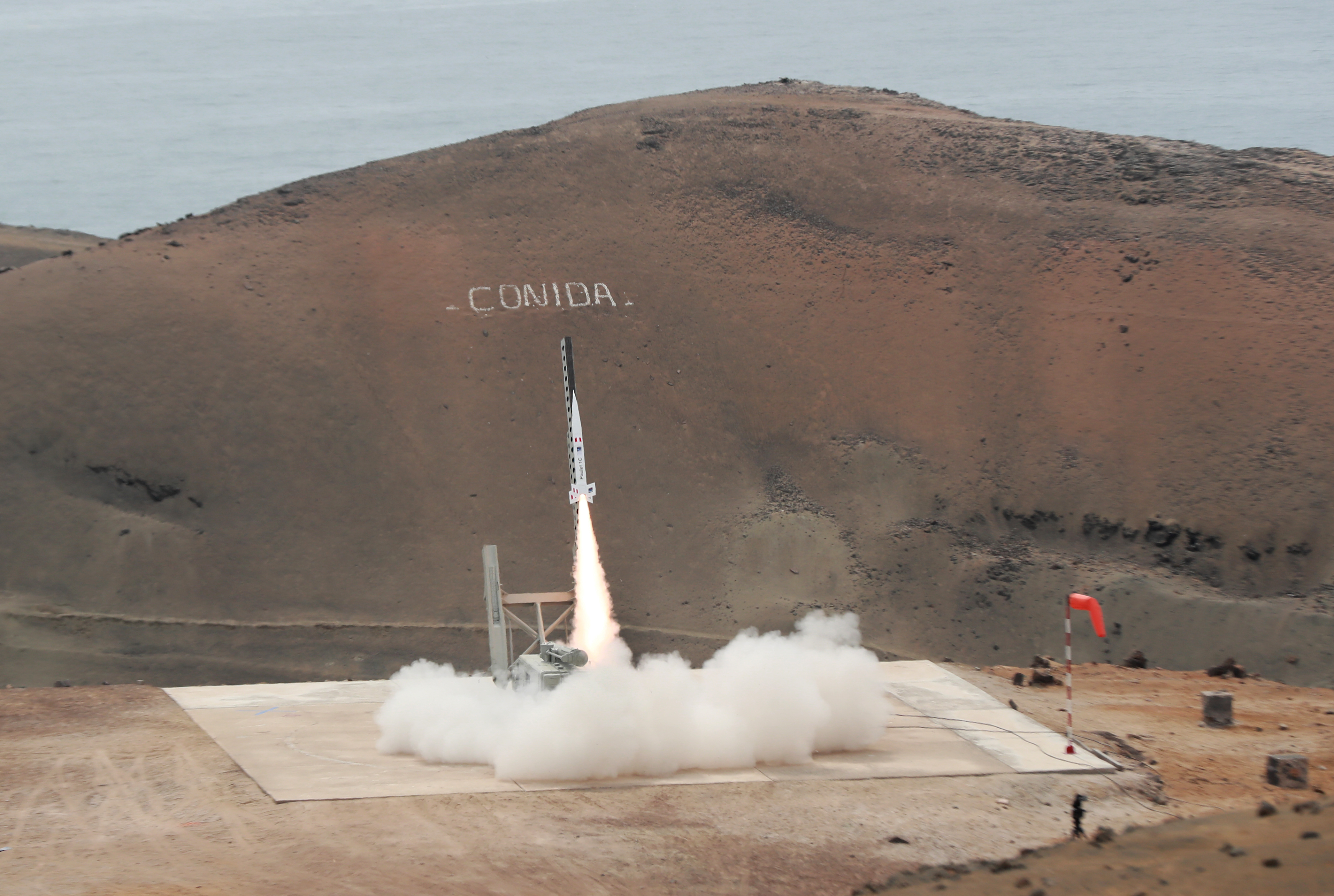
Start der Paulet 1-C-Rakete im Jahr 2021 von der CONIDA-Basis

Paulet I ist eine einstufige Feststoff-Höhenforschungsrakete, die von der peruanischen Raumfahrtbehörde CONIDA entwickelt und mit Unterstützung der peruanischen Luftwaffe gestartet wurde. Sie ist nach dem peruanischen Raumfahrt-Visionär Pedro Paulet benannt.

## Technische Daten
Bisher wurden drei unterschiedliche Exemplare gefertigt und gestartet:
|                  | Paulet I          | Paulet I-M               | Paulet I-B    |
| ---------------- | ----------------- | ------------------------ | ------------- |
| Länge            | 2,73 m            | 2,87 m                   | > 2 m         |
| Rumpfdurchmesser | 20,6 cm           | 20,6 cm                  |               |
| Masse            | 99 kg             | 108 kg                   | > 100 kg      |
| Treibstoffmenge  | 64 kg             | 64 kg                    |               |
| Nutzlast         | 5 kg              |                          |               |
| Start (UTC)      | 27. Dezember 2006 | 2. September 2009, 18:17 | 11. Juni 2013 |

Die Paulet I wird mit Feststoff angetrieben und hat keine aktive Flugsteuerung, der Kurs wird durch die Ausrichtung der Startrampe bestimmt. Zur aerodynamischen Steuerung dienen Leitflossen.

## Typen und Starts
Die Startanlagen befinden sich auf dem Stützpunkt Punta Lobos im Bezirk Pucusana südlich von Lima.
Der erste Start einer Paulet I erfolgte am 27. Dezember 2006. Den Startknopf drückte Megan Paulet, Tochter des verstorbenen Pedro Paulet, nach dem die Rakete benannt ist. Die Brenndauer des Triebwerks betrug etwa 12 Sekunden, danach stieg die Rakete antriebslos weiter und erreichte nach 100 Sekunden Flug 45 km Höhe. Geplant waren 60 km. Danach fiel die Rakete in den Pazifik, eine Bergung war nicht vorgesehen. Die peruanische Post gab 2007 hierzu zwei Sondermarken heraus.
Der zweite Start erfolgte am 2. September 2009 mit der Bezeichnung Paulet I-M. Mit 90 km wurde die bisher erreichte Höhe verdoppelt.
Das dritte Exemplar, die Paulet I-B wurde vollständig in Peru gefertigt. Sie erreichte am 11. Juni 2013 eine Höhe von 15 km. Nach dem Start kündigte die CONIDA weitere suborbitale Starts für 2014 und 2016 sowie einen orbitalen Start im Jahr 2020 an.